# Oratorio della Compagnia di Santa Croce
L'oratorio della Compagnia di Santa Croce è un edificio sacro che si trova in piazza Fratelli Bandiera ad Asciano.

## Storia e descrizione
L'oratorio possiede un omogeneo arredo seicentesco e un apparato decorativo tutto incentrato sul tema della Passione di Cristo: le lunette affrescate nel 1660 da Francesco Nasini e l'impianto dell'altar maggiore realizzato nello stesso periodo da Bernardino Mei e da Deifebo Burbarini. La pala del Mei con il Crocifisso con la Vergine e San Francesco e Sant'Agata, fu sostituita, tra la fine del XVIII e l'inizio del XIX secolo, con una Deposizione della bottega di Rutilio Manetti; ai lati dell'altare restano due piccole tele dove Deifebo Burbarini rappresentò un Compianto sul Cristo morto ed una Resurrezione; sotto le tele, due cibori, forse cinquecenteschi.